# Rafał Kubicki
Rafał Kubicki (ur. 3 kwietnia 1973 w Kielcach) – polski policjant,  inspektor Policji, doktor nauk humanistycznych, nauczyciel akademicki, w 2017 komendant stołeczny Policji. 

## Życiorys
W 1995 rozpoczął pracę w Policji. Był zatrudniony w Komendzie Stołecznej Policji. Był pierwszym zastępcą komendanta Komisariatu Policji Warszawa-Targówek. W marcu 2016 został komendantem miejskim Policji w Ostrołęce. 13 marca 2017 został wprowadzony w obowiązki komendanta stołecznego Policji, a funkcję zaczął pełnić następnego dnia. Podał się do dymisji 23 października 2017, odwołany ze stanowiska 13 listopada tego samego roku.
Ukończył studia w Akademii Humanistycznej im. Aleksandra Gieysztora w Pułtusku. W 2010 na podstawie rozprawy pt. Deklarowane systemy wartości, a dokonywanie przez młodzież czynów naruszających normy prawne uzyskał w na Wydziale Nauk Pedagogicznych Akademii Pedagogiki Specjalnej im. Marii Grzegorzewskiej w Warszawie stopień doktora nauk humanistycznych w zakresie pedagogiki. Został nauczycielem akademickim Wydziału Pedagogicznego Chrześcijańskiej Akademii Teologicznej w Warszawie.

## Odznaczenia
- Srebrna Odznaka „Zasłużony Policjant”[5]
- Medal XXV-lecia NSZZ Policjantów[5]
- Medal Komisji Edukacji Narodowej (2014)[6]